# Waag (Dokkum)
De Waag van Dokkum werd in 1754 gebouwd als boterwaag en verving een eerder bouwwerk uit 1593. In het gebouw was aan de zuidkant ook de militaire wacht gehuisvest. Aan de noordkant (waar het wapen van Dokkum op de gevel staat) was oorspronkelijk de boterwaag. Op de gevelsteen staat de tekst "Weegt en Waakt", dit zegt wat over de oorspronkelijke dubbele functie van de Waag als weeg- en waakgebouw. Op de zuidgevel staat het wapen van Friesland tussen twee leeuwen.
Nadat het gebouw de functie van waag verloor is het in gebruik geweest als stalling voor brandweerspuiten, politiebureau, oudheidskamer en VVV-kantoor. Nu is er een restaurant (grand café) gevestigd.

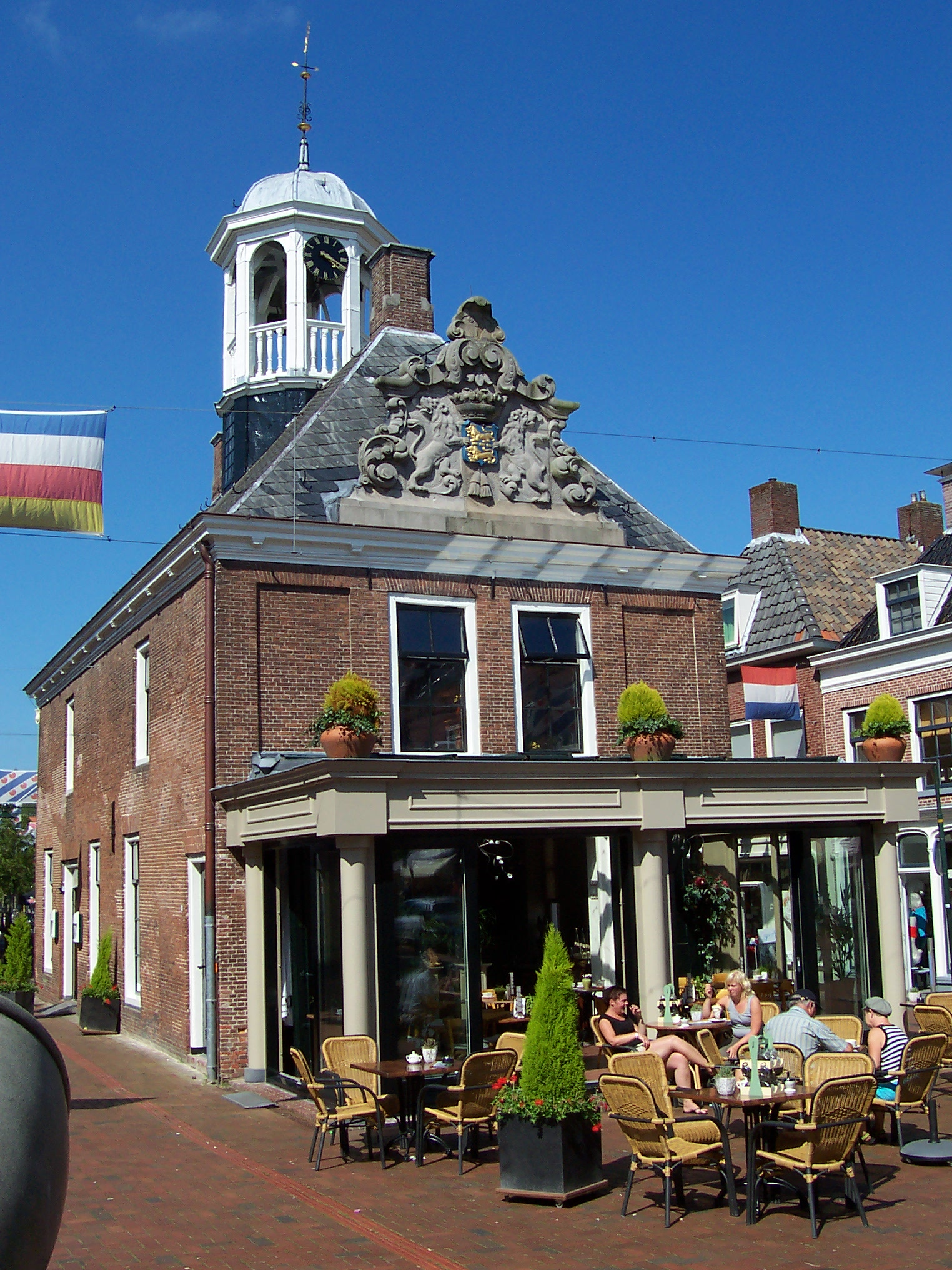
De Waag in 2007
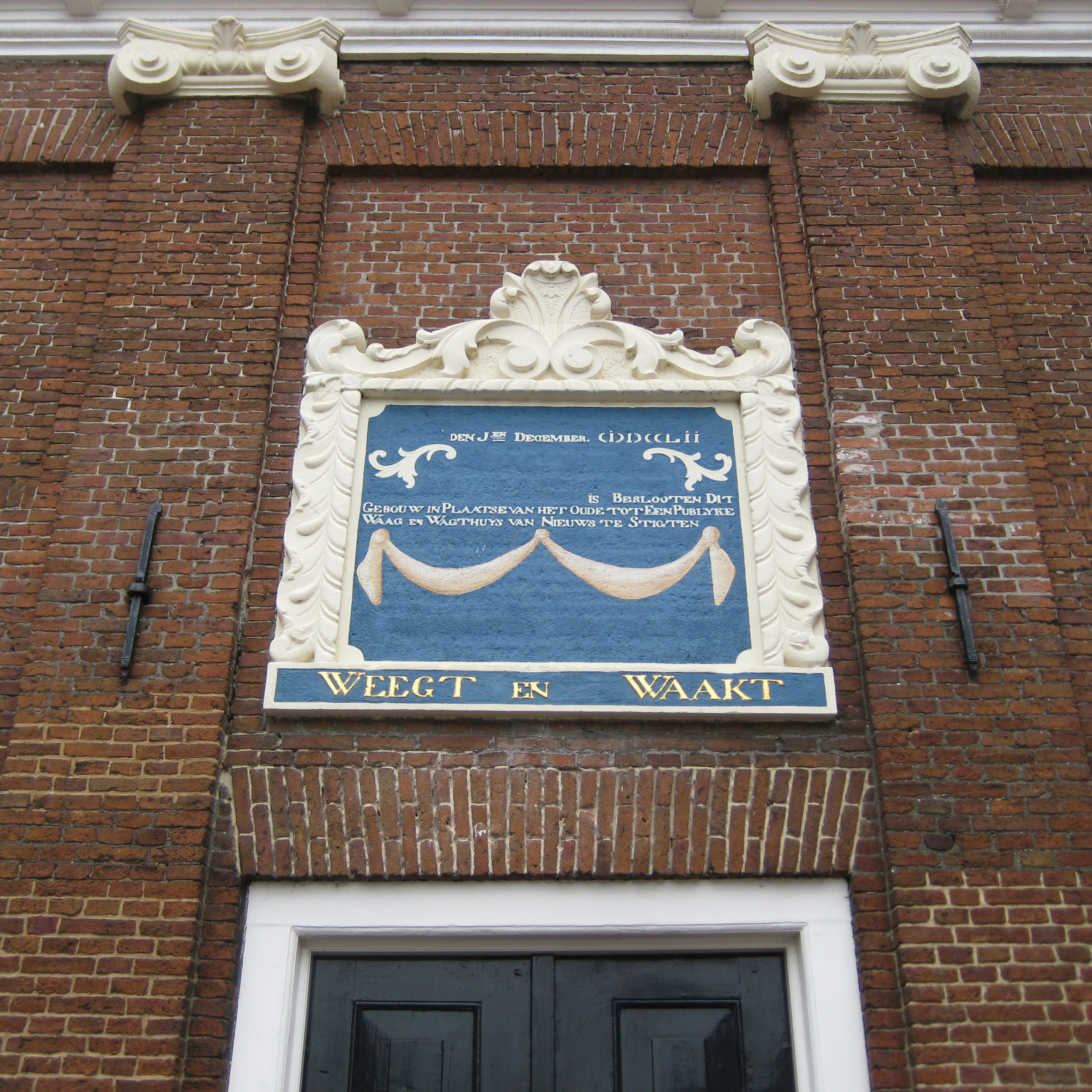
De gevelsteen met de tekst "Weegt en Waakt" (2014)

Bolsward · 
Dokkum ·
Franeker ·
Gorredijk ·
Harlingen ·
Hindeloopen ·
Kollum ·
Langweer ·
Leeuwarden ·
Leeuwarden (beurs) ·
Lemmer ·
Makkum ·
Oldeboorn ·
Sloten ·
Workum